# Nowa Ex-Tradycja
Nowa Ex-Tradycja – debiutancki album grupy muzycznej Żywiołak. Oficjalna premiera albumu odbyła się 20 grudnia 2008 roku, z zamówieniami przedpremierowymi realizowanymi od 17 grudnia. Album został wydany nakładem agencji wydawniczej Karrot Kommando. W 2009 roku Nowa Ex-Tradycja wygrała plebiscyt Wirtualne Gęśle na najlepszą polską płytę folkową.

## Lista utworów
1. "Ой А На Яна Купала" (3:49)
2. "Wojownik" (2:34)
3. "Epopeja Wandalska" (5:20)
4. "Latawce" (8:45)
5. "Wiły" (6:58)
6. "Ой Ти, Петре, Петре" (4:43)
7. "Czarodzielnica" (3:52)
8. "Oko Dybuka" (5:33)
9. "Psychoteka" (5:06)
10. "Ballada O Głupim Wiesławie" (5:41)
11. "Femina" (3:47)
12. "Żywiołak" (6:01)
13. "Oj Ty Janie Sobótkowy" (6:21)
14. "Ballada O Głupim Wiesławie - Remix" (Utwór dodatkowy, niewyszczególniony na liście utworów na płycie) (4:58)

Płyta zawiera także teledysk do utworu Noc Kupały w reżyserii Bartka Cierlicy.